# Josef Oberhauser
Josef Kaspar Oberhauser (ur. 20 września 1915 w Monachium, zm. 22 listopada 1979 tamże) – niemiecki oficer SS, uczestnik akcji T4 i akcji „Reinhardt”, zbrodniarz hitlerowski.
Był członkiem załogi obozu zagłady w Bełżcu. Jako adiutant komendanta Christiana Wirtha zajmował trzecie miejsce w hierarchii dowodzenia. Pozostał adiutantem Wirtha także wówczas, gdy ten został inspektorem wszystkich obozów akcji „Reinhardt”. 
W ostatnim okresie wojny był komendantem obozu Risiera di San Sabba w Trieście. W 1948 roku sąd w sowieckiej strefie okupacyjnej w Niemczech skazał go na karę 15 lat więzienia. Zwolniony w 1956 roku na mocy amnestii zamieszkał w Niemczech Zachodnich. W 1965 roku był sądzony w procesie załogi Bełżca. Jako jedyny z ośmiu oskarżonych został uznany za winnego i skazany na karę 4,5 roku pozbawienia wolności.

## Życiorys

### Młodość
Urodził się 20 września 1915 roku w Monachium. Był synem robotnika rolnego. Uzyskał wykształcenie rolnicze-zawodowe. Po zakończeniu nauki pracował w przedsiębiorstwie rolnym swojego wuja.
W 1934 roku wstąpił w szeregi Reichswehry. Osiemnastomiesięczną służbę wojskową odbył w 19. bawarskim pułku piechoty. W 1935 roku został członkiem SS i NSDAP. Początkowo pełnił służbę w podberlińskim Oranienburgu, w pułku „Brandenburg” należącym do formacji SS-Totenkopfverbände. W 1936 roku uzyskał awans na stopień SS-Rottenführera, a dwa lata później na stopień SS-Unterscharführera.

### II wojna światowa
We wrześniu 1939 roku w szeregach pułku „Leibstandarte SS Adolf Hitler” uczestniczył w kampanii przeciwko Polsce. W listopadzie tegoż roku został przydzielony do personelu akcji T4, czyli tajnego programu eksterminacji osób psychicznie chorych i niepełnosprawnych umysłowo. Służył w „ośrodkach eutanazji” w Grafeneck, Brandenburgu i Bernburgu jako „palacz” w krematorium. 
Jako jeden z pierwszych weteranów akcji T4 został przeniesiony do okupowanej Polski, aby wziąć udział w eksterminacji Żydów. Pod koniec października 1941 roku wraz z Gottfriedem Schwarzem i Johannem Niemannem udał się do Lublina. Tam prawdopodobnie dołączył do nich Richard Thomalla z Centralnego Zarządu Budowlanego SS i Policji, w którego towarzystwie udali się do wsi Bełżec. Tam 1 listopada rozpoczęli budowę pierwszego obozu zagłady w Generalnym Gubernatorstwie. W niektórych źródłach można znaleźć informację, że Oberhauser kierował budową obozu. W rzeczywistości robotami budowlanymi kierował Thomalla, podczas gdy nad całością spraw związanych z organizacją obozu czuwał Schwarz. Oberhauser odpowiadał za dostawę materiałów budowlanych. Prawdopodobnie powierzono mu także dowództwo nad kompanią wartowniczą złożoną z wschodnioeuropejskich kolaborantów, których przeszkolono w obozie w Trawnikach (Trawniki-Männer). To Oberhauser formalnie zgłosił władzom okupacyjnym w Tomaszowie Lubelskim obecność jednostki „Sonderkommando Bełżec”.
Po przybyciu komendanta Christiana Wirtha został jego adiutantem. Był łącznikiem między nim a sztabem kierownika akcji „Reinhardt”, SS-Brigadeführera Odilo Globocnika. Cieszył się dużym zaufaniem Wirtha i utrzymywał z nim zażyłe relacje towarzyskie. Niemniej komendant prawdopodobnie uważał go za niewystarczająco „twardego”, stąd nie powierzył mu żadnej konkretnej funkcji dowódczej, a na swego formalnego zastępcę wyznaczył Gottfrieda Schwarza. Tym samym w obozowej hierarchii Oberhauser zajmował trzecie miejsce. Był swoistym pośrednikiem między Wirthem a pozostałymi członkami niemieckiego personelu. Między innymi miał wielokrotnie wyznaczać poszczególnych esesmanów do przeprowadzania egzekucji w obozowym „lazarecie”. Był obecny na każdym etapie procesu eksterminacji i odpowiadał za jego sprawny przebieg. 
1 sierpnia 1942 roku Wirth opuścił Bełżec, aby objąć stanowisko inspektora wszystkich obozów akcji „Reinhardt”. Oberhauser pozostał jego adiutantem i przeniósł się wraz z nim do Lublina. Wiele czasu spędzał w obozie pracy na tzw. starym lotnisku (Flugplatz), gdzie sprawował nadzór nad żydowskimi więźniami i zrabowanym mieniem, a także dowodził kompanią Trawniki-Männer. Zazwyczaj towarzyszył Wirthowi w czasie inspekcji, które ten przeprowadzał w obozach Einsatz Reinhardt. Pod koniec sierpnia 1942 roku wraz z Globocnikiem i Wirthem udał się do obozu zagłady w Treblince, aby opanować chaos spowodowany nieudolnością komendanta Irmfrieda Eberla. Był także jedną z osób, które w połowie sierpnia 1942 roku oprowadzały po Bełżcu Kurta Gersteina. Wiosną 1943 roku w uznaniu zasług położonych w czasie akcji „Reinhardt” został awansowany na oficerski stopień SS-Untersturmführera.
20 września 1943 roku wraz z Wirthem i wieloma innymi weteranami akcji „Reinhardt” został przeniesiony do Einsatz R operującej na wybrzeżu Adriatyku. Zadaniem tej jednostki, nad którą dowództwo objął Wirth, była likwidacja miejscowych Żydów oraz walka z jugosłowiańską i włoską partyzantką. W maju 1944 roku Wirth został zabity przez jugosłowiańskich partyzantów. Oberhauser objął wtedy stanowisko komendanta obozu koncentracyjnego, który funkcjonariusze Einsatz R urządzili w nieczynnej łuskarni ryżu Risiera di San Sabba w Trieście. Wojnę zakończył w randze SS-Obersturmführera.

### Losy powojenne
W maju 1945 roku został ujęty przez wojska brytyjskie w okolicach Bad Gastein w Austrii. W 1946 roku zdołał zbiec z obozu jenieckiego. Zamieszkał w północnych Niemczech, na terenie brytyjskiej strefy okupacyjnej. Dwa lata później został aresztowany i ekstradowany do sowieckiej strefy okupacyjnej. 24 września 1948 roku sąd w Magdeburgu skazał go na karę 15 lat pozbawienia wolności za udział w akcji T4 i przynależność do SS. 28 kwietnia 1956 roku został zwolniony z więzienia na mocy amnestii. Niedługo później wyemigrował do Niemiec Zachodnich. Zamieszkał w rodzimym Monachium, gdzie pracował jako robotnik i barman.
Pod koniec lipca 1959 roku Centrala Badania Zbrodni Narodowosocjalistycznych w Ludwigsburgu wszczęła śledztwo w sprawie zbrodni popełnionych w Bełżcu. Oberhauser – ostatni żyjący członek kierownictwa obozu – stał się głównym podejrzanym. Początkowo zaprzeczał, iż w jakikolwiek sposób uczestniczył w Zagładzie Żydów. Twierdził, że wysłano go do Lublina w celu sformowania „dywizji ukraińskiej”, a w okolicach Bełżca przebywał jedynie w poszukiwaniu broni pozostawionej przez rozbite oddziały sowieckie. Na przełomie 1959/60 roku śledczym udało się jednak nawiązać kontakt z Rudolfem Rederem – ostatnim żyjącym więźniem Bełżca, który po zakończeniu wojny wyemigrował do Kanady. Na przesłanych listownie zdjęciach Reder rozpoznał Oberhausera jako członka personelu Bełżca. W czasie bezpośredniej konfrontacji, do której doszło w Monachium w sierpniu 1960 roku, stwierdził jednak, że nigdy wcześniej nie spotkał tego człowieka. W rezultacie sąd uchylił wystawiony na Oberhausera nakaz aresztowania. Wkrótce zachodnioniemieccy śledczy dotarli jednak do innych członków załogi Bełżca. Większość z nich wciąż żywiła urazę do Oberhausera z powodu jego arogancji i zażyłych relacji ze znienawidzonym Wirthem. Zeznania byłych towarzyszy okazały się do tego stopnia obciążające, że w listopadzie 1961 roku sąd wyraził zgodę na jego aresztowanie. Zatrzymanie nastąpiło 4 grudnia tego samego roku.
8 sierpnia 1963 roku zachodnioniemiecka prokuratura wniosła akt oskarżenia przeciw ośmiu byłym członkom załogi Bełżca. Oberhauserowi – de facto głównemu oskarżonemu – postawiono zarzut pomocnictwa w zamordowaniu 450 tys. osób. W styczniu 1964 roku sąd krajowy w Monachium zdecydował o umorzeniu postępowania przeciwko siedmiu oskarżonym, uznając, że działali oni pod przymusem i nie mogli odmówić udziału w masowym mordzie. W ten sposób jedynym podsądnym pozostał Oberhauser. Jego proces rozpoczął się w styczniu 1965 roku. Początkowo obrona powołała się na zasadę ne bis in idem, wskazując, że Oberhauser został już skazany przez sąd w sowieckiej strefie okupacyjnej. Prokuratura zdołała jednak udowodnić, że zasada ta nie miała w tym wypadku zastosowania, gdyż wyrok nie dotyczył zbrodni popełnionych przez oskarżonego podczas służby w okupowanej Polsce. W tej sytuacji obrońcy podnieśli argument przymusu, który wcześniej z powodzeniem zastosowali inni oskarżeni. Strategia ta również okazała się nieskuteczna, gdyż liczne dowody wskazywały, iż Oberhauser należał do ścisłego kierownictwa obozu i cieszył się pełnym zaufaniem Wirtha. Okolicznością obciążającą był również fakt, iż oskarżony – mimo swojego skromnego wykształcenia – w uznaniu zasług położonych w czasie akcji „Reinhardt” został awansowany na stopień oficerski. Ostatecznie wyrokiem sądu krajowego w Monachium z 12 kwietnia 1965 roku Oberhauser został uznany winnym pomocnictwa w pięciu przypadkach mordu na co najmniej 150 osobach – poprzez nadzorowanie „rozładunku” transportów, w których te ofiary przywieziono do Bełżca. Uznano go także winnym pomocnictwa w zgładzeniu około 300 tys. osób – poprzez zapewnienie materiałów niezbędnych do budowy komór gazowych. Został skazany na karę 4,5 roku pozbawienia wolności. Był jedynym członkiem niemieckiej załogi, który poniósł odpowiedzialność karną za zbrodnie popełnione w Bełżcu.
Oberhauser odsiedział jedynie połowę wyroku, gdyż sąd zaliczył mu na poczet kary okres spędzony w areszcie. Po wyjściu na wolność powrócił do zawodu barmana. 
W 1976 roku sąd w Trieście skazał go zaocznie na karę dożywotniego pozbawienia wolności za zbrodnie popełnione w obozie Risiera di San Sabba. Wyrok nie został jednak wyegzekwowany, gdyż zachodnioniemieckie władze odmówiły ekstradycji Oberhausera. Do końca życia nie chciał się wypowiadać na temat swojej służby w Bełżcu. Między innymi odmówił udzielenia wywiadu Claude’owi Lanzmannowi, aczkolwiek nagranie z ich spotkania w monachijskiej hali piwnej znalazło się w filmie Shoah. 
Zmarł w Monachium w listopadzie 1979 roku.